# Margaret Sanger
Margaret Sanger   (Corning, 14 de setembre de 1879 - Tucson, 6 de setembre de 1966) va ser una infermera i activista estatunidenca defensora del control de la natalitat i de l'eugenèsia (un dels punts més controvertits del seu pensament).
De família nombrosa, sa mare va tenir 18 embarassos i 11 fills, i catòlica, va exercir d'infermera, període en què es va conscienciar sobre la limitació dels parts pel bé de la dona (tant des del punt de vista de la salut com de la qualitat de vida) com sobre la importància de distribuir mètodes anticonceptius per evitar l'embaràs; la seva promoció entre les dones la va portar a la presó.
Va dedicar la seva vida a l'activisme polític; aconseguí que es legalitzés la primera clínica estatunidenca sobre salut reproductiva i la distribució de diafragmes entre dones de risc. Va fundar el primer centre de planificació familiar de la història.
Als seus escrits es troba la influència del socialisme i l'optimisme il·lustrat, ja que creia que mitjançant la planificació familiar es podia millorar l'espècie humana.